# Eyvirat
Eyvirat foi uma comuna francesa na região administrativa da Nova Aquitânia, no departamento Dordonha. Estendia-se por uma área de 17,86 km². Em 2010 a comuna tinha 277 habitantes (densidade: 15,5 hab./km²).
Em 1 de janeiro de 2019, passou a formar parte da nova comuna de Brantôme en Périgord.